# Manticora
Manticora is een geslacht van kevers uit de familie van de loopkevers (Carabidae). De wetenschappelijke naam van het geslacht is voor het eerst geldig gepubliceerd in 1792 door Fabricius.

## Soorten
Het geslacht Manticora omvat de volgende soorten:
- Manticora congoensis Peringuey, 1888
- Manticora gruti Boucard, 1892
- Manticora holubi Mares, 2002
- Manticora imperator Mares, 1976
- Manticora latipennis G.R.Waterhouse, 1837
- Manticora livingstoni Castelnau, 1863
- Manticora mygaloides J.Thomson, 1957
- Manticora scabra Klug, 1849
- Manticora sichelii J.Thomson, 1857
- Manticora skrabali Mares, 2000
- Manticora tibialis Boheman, 1848
- Manticora tuberculata (DeGeer, 1778)
- Manticora werneri Mares, 2000